# Compagnie nationale du Rhône

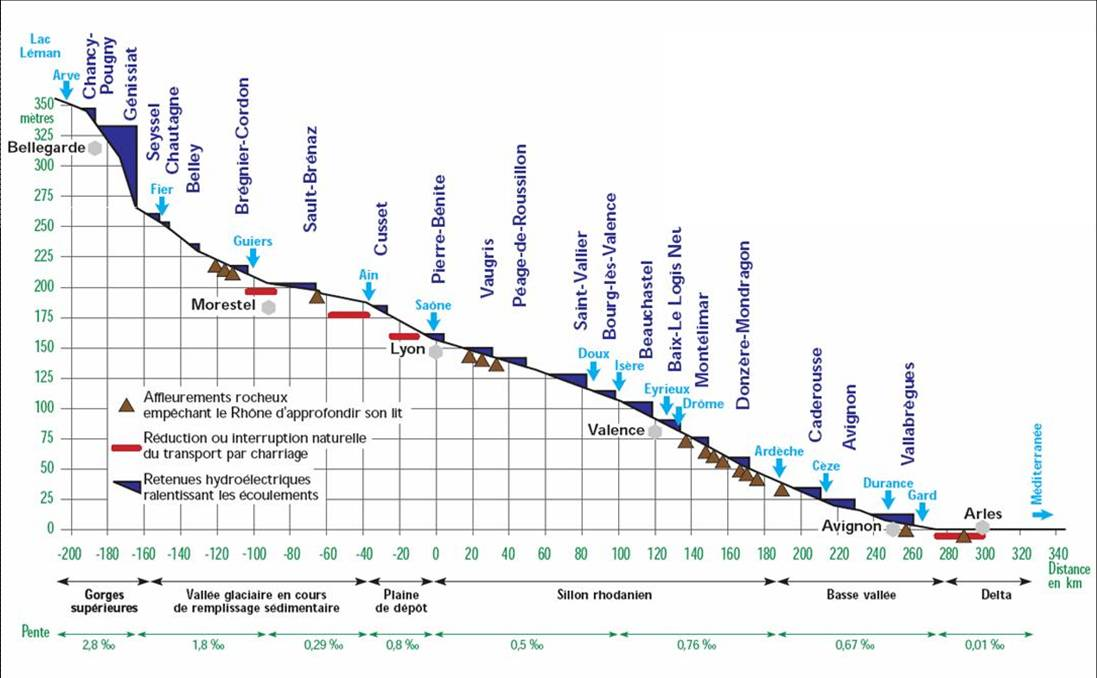
Höhenprofil der Rhône unterhalb des Genfer Sees mit den von der CNR erbauten und betriebenen Staustufen

Die Compagnie nationale du Rhône (CNR) ist ein französisches Energieversorgungsunternehmen mit Sitz in Lyon, das Strom aus der Wasserkraft der Rhone produziert.
Die CNR wurde am 27. Mai 1933 gegründet und erhielt 1934 die exklusive staatliche Konzession für die Kanalisierung der Rhône im Hinblick auf Schiffbarkeit und Energieerzeugung auf der Grundlage des Gesetzes (loi d'aménagement du Rhône) vom 27. Mai 1921. 1935 begannen die Bauarbeiten am Flusshafen von Lyon (Port Édouard Herriot), erst 1980 war die Rhône von Lyon bis zur Mündung für große Binnenschiffe befahrbar. Von 1937 bis 1948 baute die CNR ihr erstes Wasserkraftwerk, die Talsperre Génissiat. Bis 1986 folgten 18 weitere.
Heute betreibt die CNR entlang der Rhone 19 Wasserkraftwerke mit einer Gesamtarbeit von 16 Milliarden Kilowattstunden pro Jahr. Dies entspricht etwa 3 % der französischen Stromproduktion und 25 % der in Frankreich aus Wasserkraft gewonnenen Energie. Die CNR ist damit nach der EDF der zweitgrößte Stromerzeuger Frankreichs. Seit 2002 ist sie von der EDF unabhängig, seit 2004 vertreibt sie ihren Strom selbst. Sie ist damit auch der wichtigste Wettbewerber der EDF auf dem französischen Strommarkt.
Als 1946 die französische Energiewirtschaft verstaatlicht und die EDF errichtet wurde, war auch die Integration der CNR vorgesehen. Auf Initiative des Präsidenten der CNR, Léon Perrier, und des Bürgermeisters von Lyon, Édouard Herriot, wurde diese auf einen späteren Zeitpunkt verschoben, der bis heute nicht eingetreten ist. Gleichwohl befindet sich die CNR mehrheitlich in öffentlichem Eigentum: Die Caisse des Dépôts et Consignations hält 29,43 % und verschiedene lokale Gebietskörperschaften 20,62 % der Anteile. Privater Minderheitsaktionär ist seit 2003 der belgische Energieversorger Electrabel mit einem Anteil von 49,95 %, der seit 2007 eine 100 %-Tochter der damaligen  GDF Suez und heutigen Engie ist.

## Weblink
- Webauftritt der CNR (in französischer Sprache)